# 드림캐쳐 (음악 그룹)
드림캐쳐(영어: DREAMCATCHER)는 대한민국의 7인조 걸 그룹으로, 드림캐쳐 컴퍼니 소속이다. 2014년 밍스(MINX)로 데뷔하였다가, 2017년에 드림캐쳐로 이름을 바꿔 재데뷔하였다.
락/메탈 기반의 음악을 꾸준히 선보이고 있으며, 대한민국보다 해외에서의 인지도가 유독 높은 그룹으로 유명하다. 팬덤 이름인 'InSomnia'(인썸니아)는 'In'(안에)과 'somnia'(꿈들)의 합성어로, 꿈 속에서도 영원히 함께 하자는 의미고, 보통은 줄여서 '썸냐'로 부른다.

## 활동

### 2014년 ~ 2016년: 밍스
2014년 9월 18일, 엠카운트다운에서 밍스(MINX)라는 이름으로 데뷔한 후, 9월 22일 첫 디지털 싱글 《우리집에 왜 왔니》의 음원을 공개하였다.
2015년 7월 2일, 첫 미니 음반 《Love Shake》를 발매하였으며, 타이틀 곡은 음반명과 같은 《Love Shake》이었다. 이는 밍스라는 이름으로 발매한 마지막 음반이 되었다.
2016년 11월 29일, 그룹명을 '드림캐쳐'로 변경하는 계획이 발표되었다. 기존의 말괄량이 콘셉트에서 신비한 콘셉트로 변경하였고, 새 멤버 한동과 가현을 영입하여 7인조로 재편하였다. 밍스 활동을 드림캐쳐 활동과 엄격히 구분하는 경우도 있으나, 밍스가 드림캐쳐의 전신이라는 사실 자체에는 의문의 여지가 없기 때문에 밍스 관련 사항은 이 문서에 통합 서술되고 있다.

### 2017년: 드림캐쳐로 재데뷔,《악몽》, 《Prequel》
1월 13일, 드림캐쳐로서의 첫 싱글 음반 《악몽》을 발매했으며, 타이틀 곡은 'Chase Me'이다. 이 음반에서 드림캐쳐 멤버들은 각각 7가지 악몽을 담당했다. 멤버들이 가진 악몽의 컨셉은 '누군가에게 쫓기는 꿈: 지유', '누군가가 쳐다보는 듯한 꿈: 한동', '좁은 공간에 갇히는 꿈: 시연', '높은 곳에서 떨어지는 꿈: 가현', '온몸을 움직일 수 없는 꿈: 수아', '낯선 곳을 헤매는 꿈: 유현', '상처를 입는 꿈: 다미'이다.
4월 5일, 'GOOD NIGHT'을 타이틀 곡으로 하는 후속 싱글 《악몽 - Fall asleep in the mirror》를 발매하였다. 이 싱글은 멤버들의 캐릭터가 소개된 전작에 이어, 악몽 시리즈의 본격적인 스토리텔링이 진행되는 시작점이다.
7월 27일, 첫 미니 음반 《Prequel》로 컴백하였고, 타이틀 곡은 '날아올라 (Fly high)'이다. 앞선 두 싱글에서 악몽이 된 멤버들과 일명 '드림헌터'의 이야기를 꺼내놓았다면, 이 음반은 두 싱글 이전의 이야기를 하면서 '소녀들은 왜 악몽이 되었나'라는 그간의 의문에 대한 해답을 담은 해설서의 역할을 한다. 이 음반은 미국 아이튠즈 K-pop 앨범 차트에서 1위에 올랐다.

### 2018년:《Full Moon》, 《악몽·Escape the ERA》, 《Alone in the City》, 일본 데뷔
1월 12일, 데뷔 1주년 기념 팬 송인 〈Full Moon〉을 공개하였다.
5월 10일, 2번째 미니 음반 《악몽·Escape the ERA》로 컴백하였고 타이틀 곡은 'YOU AND I'이다. 이 음반은 카메라를 통해 현실과 꿈의 모호한 경계, 내면과 외면의 하나이면서도 둘인 듯한 매력적인 이야기들로 구성되었다. 이 음반을 끝으로 앤티크(Antique) 시대의 악몽 시리즈의 스토리 텔링은 모두 마무리되었다.
9월 20일, 3번째 미니 음반 《Alone In The City》로 컴백하였다. 타이틀 곡은 'What'으로, 이 음반에서는 스트레스를 주제로 현대에서의 악몽을 다루고 있다.
11월 23일, 일본에서 싱글 《What - Japanese ver.-》로 정식 데뷔하였다.

### 2019년:《하늘을 넘어》, 《The End of Nightmare》, 《Raid of Dream》
1월 16일, 데뷔 2주년 기념 팬송인 〈하늘을 넘어〉를 공개하였다.
2월 13일, 소속사의 이름이 해피페이스 엔터테인먼트(Happyface Entertainment)에서 드림캐쳐 컴퍼니로 변경되었다고 발표했다.
2월 13일, 4번째 미니 음반 《The End of Nightmare》를 발매하며 컴백하였다. 이 음반은 데뷔부터 진행되었던 악몽 스토리 텔링을 마무리하는 음반으로, 타이틀 곡은 'PIRI'이다.
3월 13일, 일본에서의 2번째 싱글《PIRI ~笛を吹け~ - Japanese ver.-》를 발매하였다.
9월 11일, 일본에서의 첫 정규 음반 《The Beginning Of The End》를 발매하고, 이튿날 컴백 쇼케이스를 열었다.
9월 18일, 스페셜 미니 음반《Raid of Dream》를 발매하며 컴백하였다.

### 2020년:《Dystopia: The Tree of Language》, 《Dystopia: Lose Myself》
2월 18일, 첫 정규 음반 《Dystopia: The Tree of Language》를 발매하였다. 코로나19 범유행으로 인해 멤버 한동을 제외한 6인 체제로 활동했다.
8월 17일, 미니 음반 《Dystopia: Lose Myself》를 발매하였다. 이 활동 역시 멤버 한동을 제외한 6인 체제로 활동했다.
11월 7일, 온라인 콘서트를 통해서 약 1년 만에 멤버 한동을 포함한 완전체로 활동하게 되었다.

### 2021년:《Dystopia: Road to Utopia》, 《Summer Holiday》
1월 26일, 미니 음반 《Dystopia: Road to Utopia》를 발매하고 완전체로 컴백했다.
7월 30일, 스페셜 미니 음반 《Summer Holiday》를 발매하고 컴백했다.

### 2022년:《Apocalypse: Save Us》, 《Apocalypse: Follow Us》
4월 12일, 2번째 정규 음반 《Apocalypse : Save Us》를 발매하고 컴백했다. 4월 20일 《쇼 챔피언》에서 타이틀 곡 'MAISON'으로 음악방송 1위를 처음으로 수상하였는데, 이날은 밍스 데뷔일로부터 2772일째, 드림캐쳐 첫 앨범 발매일로부터 1924일째 되는 날이었다. 당시까지 1위를 경험해 본 대한민국의 모든 걸 그룹 중에서 최장 기간의 활동을 통해 달성한 것으로 기록되었다.
10월 11일, 미니 음반 《Apocalypse : Follow Us》를 발매했으며, 타이틀 곡은 'VISION'이다.
11월 16일, 멤버 전원이 소속사 드림캐쳐 컴퍼니와 재계약을 완료했다고 발표했다.

### 2023년:《Apocalypse: From us》,《VillainS》
1월 13일, 6주년 기념곡 'REASON'의 뮤직비디오를 공개했다.
5월 24일, 미니 음반 《Apocalypse : From us》를 발매했으며, 타이틀 곡은 'BONVOYAGE'다.
11월 22일, 미니 음반 《VillainS》를 발매했으며, 타이틀 곡은 'OOTD'이다.

### 2024년:《VirtuouS》,《My Christmas Sweet Love》
7월 10일, 미니 음반 《VirtuouS》를 발매했으며, 타이틀 곡은 'JUSTICE'이다. 멤버 시연은 건강상의 이유로 이번 활동에 불참하였으며 9월에 활동 재개하였다.
12월 20일, 디지털 싱글 음반 《My Christmas Sweet Love》를 발매한다.

### 2025년: 계약 만료, 유닛 활동
3월 31일, 멤버 다미, 한동, 가현은 계약을 만료하였으며 팀 활동은 이어 나간다.
5월 28일, 멤버 지유, 유현, 수아는 유아유라는 팀명으로 유닛 데뷔를 한다.

## 구성원
| 이름 | 소개 |
| ---- | --- |
| 지유 | - 본명 : 김민지 (金盿祉) - 출생 : 1994년 5월 17일(31세), 대한민국 대전광역시 - 활동기간 : 2014년 9월 18일 ~ 현재                                      |
| 수아 | - 본명: 김보라 (Kim bora) - 출생 : 1994년 8월 10일(30세), 대한민국 경상남도 창원시 마산합포구 - 활동기간 : 2014년 9월 18일 ~ 현재                     |
| 시연 | - 본명: 이시연 (李始娟) - 출생 : 1995년 10월 1일(29세), 대한민국 대구광역시 - 활동기간 : 2014년 9월 18일 ~ 현재                                       |
| 한동 | - 이름: 한동 (중국어 간체자: 韩东, 병음: Hán Dōng) - 출생 : 1996년 3월 26일(29세), 중화인민공화국 후베이성 우한시 - 활동기간 : 2017년 1월 13일 ~ 현재 |
| 유현 | - 본명: 김유현 (金裕賢) - 출생 : 1997년 1월 7일(28세), 대한민국 인천광역시 - 활동기간 : 2014년 9월 18일 ~ 현재                                        |
| 다미 | - 본명: 이유빈 (李愈彬) - 출생 : 1997년 3월 7일(28세), 대한민국 서울특별시 - 활동기간 : 2014년 9월 18일 ~ 현재                                        |
| 가현 | - 본명: 이가현 (李佳泫) - 출생 : 1999년 2월 3일(26세), 대한민국 경기도 성남시 - 활동기간 : 2017년 1월 13일 ~ 현재                                     |

## 음반 목록

### 정규 음반
- 《The Beginning Of The End》 (2019년 9월 11일, 일본)
- 《Dystopia: The Tree of Language》 (2020년 2월 18일)
- 《Apocalypse : Save Us》 (2022년 4월 12일)

### 미니 음반
- 《Love Shake》 (밍스, 2015년 7월 2일)
- 《Prequel》 (2017년 7월 27일)
- 《악몽·Escape the ERA》 (2018년 5월 10일)
- 《Alone In The City》 (2018년 9월 20일)
- 《The End of Nightmare》 (2019년 2월 13일)
- 《Raid of Dream》 (2019년 9월 18일)
- 《Dystopia: Lose Myself》 (2020년 8월 17일)
- 《Dystopia: Road to Utopia》 (2021년 1월 26일)
- 《Summer Holiday》 (2021년 7월 30일)
- 《Apocalypse : Follow Us》 (2022년 10월 11일)
- 《Apocalypse : From us》 (2023년 5월 24일)
- 《VillainS》 (2023년 11월 22일)
- 《VirtuouS》 (2024년 7월 10일)

### 싱글 음반
- 《악몽》 (2017년 1월 13일)
- 《악몽 - Fall asleep in the mirror》 (2017년 4월 5일)
- 《What - Japanese ver.-》 (2018년 11월 23일, 일본)
- 《PIRI ~笛を吹け~ -Japanese ver.-》 (2019년 3월 13일, 일본)
- 《Endless Night》 (2020년 3월 11일)
- 《Eclipse》 (2021년 3월 24일)

### 디지털 싱글
- 〈우리집에 왜 왔니〉 (밍스, 2014년 9월 22일)
- 〈Full Moon〉 (2018년 1월 12일)
- 〈DJ에게〉 (2018년 11월 3일)
- 〈하늘을 넘어〉 (2019년 1월 16일)
- 〈NO MORE〉 (2020년 11월 20일)
- 〈Eclipse TV Size〉 (2020년 12월 25일)
- 〈My Christmas Sweet Love〉 (2024년 12월 20일)

## 음반 외 활동 목록

### TV 프로그램
| 날짜           | 채널       | 프로그램                                               | 비고                                    |
| 2017년         | 2017년     | 2017년                                                 | 2017년                                  |
| -------------- | ---------- | ------------------------------------------------------ | --------------------------------------- |
| 1월 11일       | KBS2       | 뮤비뱅크 스타더스트                                    | 첫 TV 방송 출연                         |
| 1월 18일       | KBS2       | 뮤비뱅크 스타더스트                                    |                                         |
| 2월 17일       | TBS        | 팩트iN스타                                             | 지유ㆍ수아ㆍ시연 출연                   |
| 2월 26일       | KBS1       | 열린음악회                                             |                                         |
| 4월 18일       | Arirang TV | Arirang TV                                             |                                         |
| 4월 22일       | 국방TV     | 뮤직타임 락 드림                                       |                                         |
| 5월 1일        | TBS        | 팩트iN스타                                             |                                         |
| 5월 27일       | KBS2       | 연예가 중계                                            | 지유 출연                               |
| 8월 19일       | 전주MBC    | JUMF 2017                                              |                                         |
| 9월 8일        | TBS        | 팩트iN스타                                             |                                         |
| 2018년         |            |                                                        |                                         |
| 1월 12일       | SBS Plus   | 머스트잇 - 혼자라도 괜찮아                             | 한동 출연                               |
| 1월 15일       | MBC        | 아이돌스타 육상 선수권대회                             | 지유 리듬체조                           |
| 1월 16일       | MBC        | 아이돌스타 육상 선수권대회                             | 지유ㆍ유현 출연                         |
| 1월 26일       | SBS Plus   | 머스트잇 - 혼자라도 괜찮아                             | 수아ㆍ시연ㆍ유현ㆍ다미 400M 계주 금메달 |
| 1월 30일       | KBS1       | 평창동계올림픽 G-10 특별생방송 하나된 열정 하나된 세계 | 지유ㆍ유현 출연                         |
| 5월 23일       | MBC every1 | 주간 아이돌                                            | 금주의 엄지돌                           |
| 6월 1일        | TBS        | 팩트iN스타                                             |                                         |
| 9월 25일~26일  | MBC        | 아이돌스타 육상 선수권대회                             | 유현 60m 은메달                         |
| 11월 3일       | KBS2       | 불후의 명곡 전설을 노래하다                            | 가요톱10 11월 특집                      |
| 11월 23일~24일 | OGN        | 게임 돌림픽                                            |                                         |
| 2019년         |            |                                                        |                                         |
| 4월 7일        | KBS2       | 불후의 명곡 전설을 노래하다                            | 故 이호준 편                            |
| 7월 28일       | KBS1       | 열린음악회                                             | 세계음악여행                            |
| 10월 20일      | KBS1       | 열린음악회                                             |                                         |
| 2023년         |            |                                                        |                                         |
| 3월 22일       | 엠넷       | 너의 목소리가 보여시즌10                               | 지유, 수아 출연                         |

## 수상 목록

### 가요 프로그램 1위
| 연도            | 수상 내역 (총 4회)                                                                                    |
| --------------- | --- |
| 2022년 (총 2회) | - MAISON (총 2회) - 4월 20일 MBC M 《쇼 챔피언》 챔피언 송 - 4월 26일 SBS MTV 《더 쇼》 더 쇼 초이스  |
| 2023년 (총 2회) | - BONVOYAGE (총 2회) - 5월 30일 SBS M 《더 쇼》 더 쇼 초이스 - 5월 31일 MBC M 《쇼 챔피언》 챔피언 송 |

### 시상식
- 2022년 2022 K 글로벌 하트 드림 어워즈 K 글로벌 베스트 뮤직비디오상
- 2023년 30주년 한터뮤직 어워즈 2022 글로벌 아티스트상
- 2023년 아시아 아티스트 어워즈 베스트 초이스상

## 팬덤
팬덤명 InSomnia(인썸니아)와 공식 팬클럽 1기 InSomnia가 존재한다. 팬덤명은 2018년 3월 10일 열린 드림캐쳐의 대한민국 첫 단독 콘서트 'WELCOME TO THE DREAM'에서 공개되었다. 팬클럽 1기는 2019년 9월 2일부터 2019년 10월 2일까지 멜론티켓에서 모집하였다.
공식적으로는 In(안에)+Somnia(라틴어: 꿈들)의 합성어로, 꿈속에서도 드림캐쳐와 팬들이 만나 행복한 시간을 보내며 영원히 함께하자는 의미를 나타낸다고 한다.